# Cololejeunea hispidissima
Cololejeunea hispidissima là một loài Rêu trong họ Lejeuneaceae. Loài này được Pandé mô tả khoa học đầu tiên..